# Roding Automobile

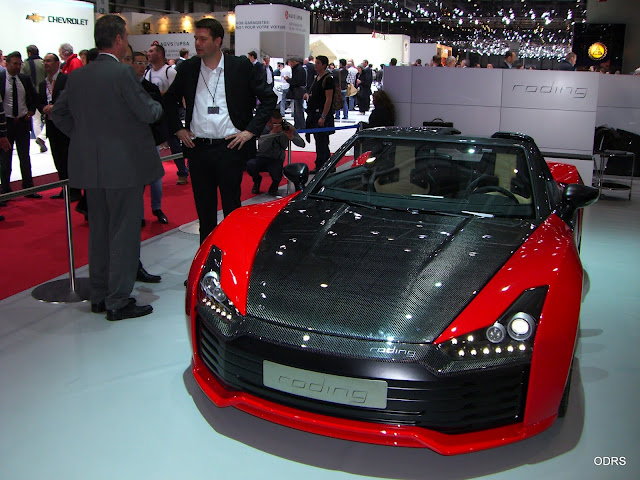
Die Weltpremiere des Roding Roadster auf dem Genfer Automobilsalon 2012

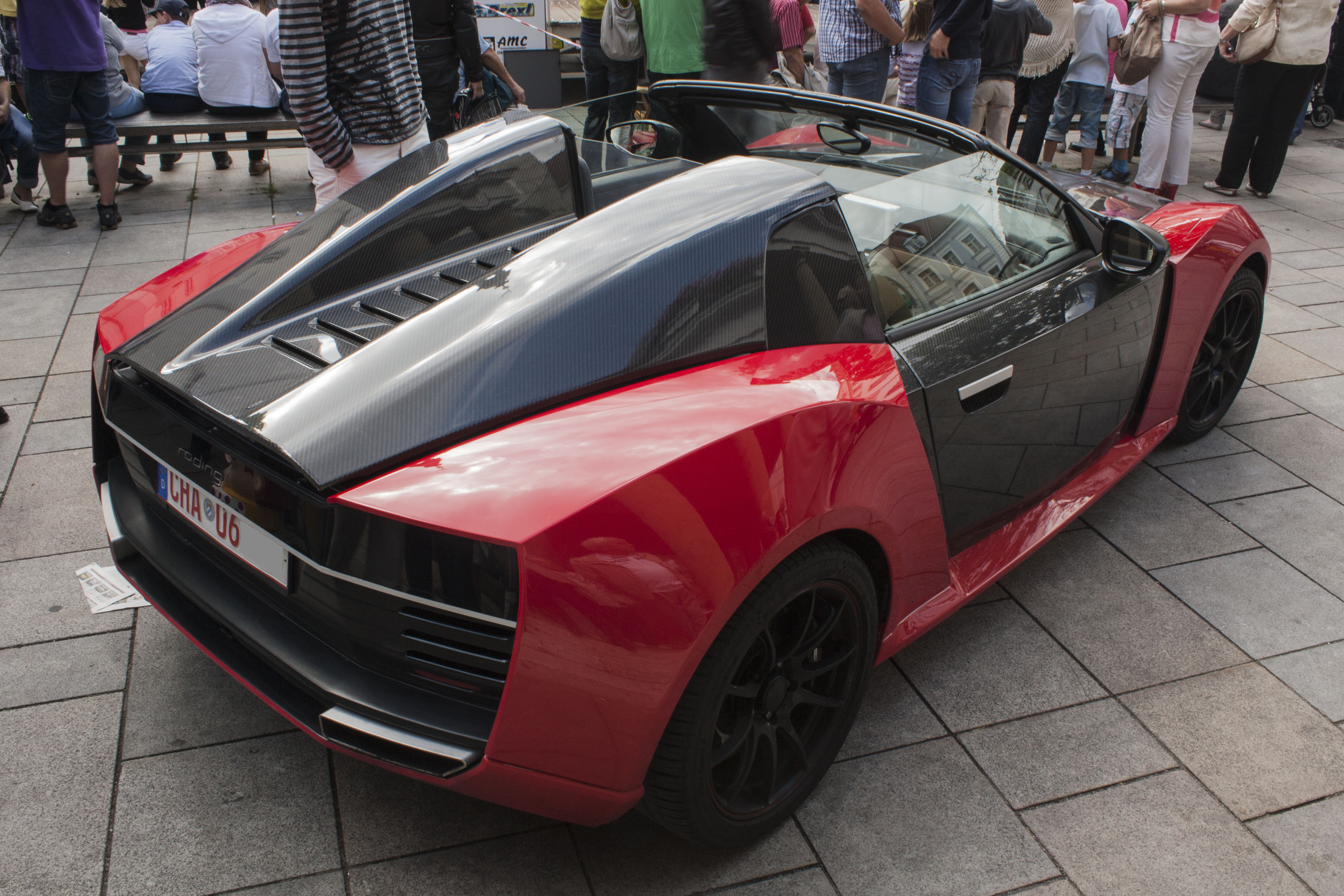
Heckansicht des Roding Roadster 23

Die Roding Automobile GmbH ist ein im Jahr 2008 gegründetes Technologie-Unternehmen mit der Spezialisierung auf die Entwicklung und Fertigung von Leichtbaustrukturen aus CFK und ein Kleinserienhersteller des Carbon-Leichtbau-Sportwagens Roding Roadster.

## Geschichte
Die Gründer der Roding Automobile hatten sich im Rennteam TUfast TU München und Formula Student Germany kennengelernt. 2007 gewann die Mannschaft den ersten Platz im Engineering Design Award. Unmittelbar nach Unternehmensgründung begann die Entwicklung des Roding Roadsters.
2009 wurde eine Konzeptstudie des Roding Roadsters auf der IAA der Weltöffentlichkeit vorgestellt. 2011 gewann die Roding Automobile den Bayerischen Gründerpreis in der Kategorie Konzept.
Nach Abschluss der letzten Versuchsfahrten auf dem Nürburgring und eines Redesigns begann im Januar 2012 die Serienproduktion des Roding Roadsters. Der Roding Roadster 23 feierte 2012 auf dem Genfer Auto-Salon Weltpremiere. Das erste Fahrzeug der auf 23 Exemplare limitierten Start-Edition wurde im Mai desselben Jahres ausgeliefert. 2013 endete die Produktion.
Im selben Jahr wurde ein Forschungsfahrzeug mit batterieelektrischem Antrieb im Auftrag der Siemens Corporate Technologies entwickelt.

## Geschäftsfelder
- Beratung im Bereich Leichtbaustrategien und Faserverbundwerkstoffe
- Bauteildesign, -entwicklung und -berechnung
- Prototypenbau
- Werkzeugkonstruktion
- Bauteilproduktion

## Entwicklungsprojekte

### Roding Roadster
Der Roding Roadster ist ein zweisitziger Roadster mit 6-Zylinder-Turbomittelmotor von BMW, einem Carbonfaser-Hybrid-Chassis mit modularem Aufbau sowie einem tragenden CFK-Monocoque. Vorder- und Hinterwagen sind in Carbon-Aluminium-Hybridbauweise gefertigt. Die Sonderserie Roding Roadster 23 in Sichtcarbon-Ausführung ist auf 23 Stück limitiert.

### Roding Roadster Electric
Der Roding Roadster Electric ist ein Forschungsfahrzeug mit batterieelektrischem Antrieb, das im Auftrag der Siemens Corporate Technology entwickelt wurde. Das Fahrzeug hat zwei Radnabenmotoren an der Hinterachse. 70 % der Bremsenergie können dadurch rekuperiert werden. Die Bremskraft wird zwischen Reibbremse an der Vorderachse und rein elektrischer Bremse an der Hinterachse aktiv verlagert.

### Roding City eTaxi
Das CITY eTAXI der Adaptive City Mobility (ACM) wurde im Rahmen des Förderprojektes IKT-EMII (ITK für Elektromobilität) entwickelt. Konstruiert wurde das Leichtbau-E-Taxi entsprechend der EG-Fahrzeugklasse L7E – 450 kg Maximalgewicht ohne Batteriesystem und Zubehör. 2015 entstand ein minivanartiges Exemplar.

### Sono Sion
Der Sono Sion ist ein Solarauto, das mit Batterie und mit 330 Solarzellen fahren sollte und sich somit teilweise selbst auflädt. Roding Automobile entwickelte und baute im Auftrag und nach Vorgaben von Sono Motors aus München zwei nicht straßenzugelassene Funktionsprototypen in Minivan-Form mit selbsttragender Kunststoffkarosserie. Das Fahrzeug ging nicht in Serie, weil Sono Motors dieses Projekt im Februar 2023 beendet hat.

### A-Säule in Flechttechnik
- A-Säule als CFK-Hohlprofil, das strukturell in die CFK-Fahrgastzelle integriert wird.
- Sichtbares Strukturbauteil,
- Faserverbundgerechte Bauteilgestaltung zur Leichtbauoptimierung (Gewicht: 5,5 kg)

## Technische Daten Roding Roadster
| Fahrzeugkonzept:                      | 2-sitziger Mittelmotor Roadster                                                     |                                |
| Karosserie:                           | Tragendes CFK-Monocoque; Vorder- und Hinterwagen in Carbon-Aluminium-Hybridbauweise |                                |
| Länge:                                | 4106 mm                                                                             | 4106 mm                        |
| Breite:                               | 2024 mm                                                                             | 2024 mm                        |
| Höhe:                                 | 1190 mm                                                                             | 1190 mm                        |
| Radstand:                             | 2495 mm                                                                             | 2495 mm                        |
| Motor:                                | 6-Zylinder-Otto (mit Turbolader) (Typ BMW N55)                                      |                                |
| Hubraum:                              | 2979 cm³                                                                            |                                |
| max. Leistung:                        | 235 kW (320 PS) bei 5800–6000/min                                                   |                                |
| max. Drehmoment:                      | 450 Nm bei 1300–4500/min                                                            |                                |
| Sitzordnung:                          | 2 Sitze nebeneinander                                                               | 2 Sitze nebeneinander          |
| Antrieb:                              | Heck                                                                                |                                |
| Getriebe:                             | 6-Gang-Handschaltgetriebe                                                           |                                |
| Antriebsanordnung:                    | Heck-Mittel in Querausrichtung                                                      | Heck-Mittel in Querausrichtung |
| Leergewicht (ohne Fahrer):            | ca. 950 kg                                                                          |                                |
| Kofferraum:                           | 220 l                                                                               |                                |
| Tankvolumen                           | 55 Liter                                                                            |                                |
| Höchstgeschwindigkeit:                | 285 km/h                                                                            |                                |
| Beschleunigung 0–100 km/h (s):        | 3,9                                                                                 |                                |
| 80–120 km/h (s)                       | 4,0                                                                                 |                                |
| Bremsweg 100–0 km/h (m):              | 34,5                                                                                |                                |
| Maximale Querbeschleunigung (g):      | 1,4                                                                                 |                                |
| Maximale Längsbeschleunigung (g):     | 1,3                                                                                 |                                |
| Rundenzeit Sachsenring GP Kurs (min): | 1:37,76 Stand 8/10                                                                  |                                |
| Durchschnittsverbrauch / Reichweite:  | 8,2 l / 100 km                                                                      |                                |
| CO2-Emission g/km:                    | 198                                                                                 |                                |